# Sean McMullen
Sean McMullen (Victoria, 21 de diciembre de 1948) es un escritor australiano de fantasía y ciencia ficción.

## Carrera
McMullen nació en Victoria en 1948. Licenciado en Física e Historia por la Universidad de Melbourne, su carrera inició en 1985, cuando ganó una competencia de autores en la World SF Convention de ese año. Obtuvo reconocimiento en su país y a nivel internacional en la década de 1990 con su primera novela Voices in the Light y con sus siguientes obras.
Su historia de 2011 Eight Miles fue nominada a un Premio Hugo al mejor relato. Varias de sus historias han sido adaptadas a formatos cinematográficos.